# Gefecht bei Châtillon
Weißenburg – Spichern – Wörth – Colombey – Straßburg – Toul – Mars-la-Tour – Gravelotte – Metz – Beaumont – Noisseville – Sedan – Sceaux – Chevilly – Bellevue – Artenay – Châtillon – Châteaudun – Le Bourget – Coulmiers – Amiens – Beaune-la-Rolande – Villepion – Loigny und Poupry – Orléans – Villiers – Beaugency – Nuits – Hallue – Bapaume – Villersexel – Le Mans – Lisaine – Saint-Quentin – Buzenval – Paris – Belfort
Das Gefecht bei Châtillon am 13. Oktober 1870  zwischen der französischen Besatzung von Paris (XIV.Korps) unter General Ducrot und dem II. Bayerischen Korps sowie Teilen des V. Korps war eine Schlacht des Deutsch-Französischen Krieges. In einigen Quellen wird sie auch als Gefecht von Bagneux bezeichnet.

## Lage des Schlachtgebietes
Der Ort Châtillon-sous-Bagneux, heute Châtillon (Hauts-de-Seine), liegt im Südwesten von Paris etwa 7 Kilometer vom Stadtzentrum entfernt. Während der Belagerung von Paris verlief hier die Frontlinie. Der Ort liegt auf einer Anhöhe mit einer Höhe von bis zu 152 Metern. Von dort aus ließ sich die umliegende Landschaft einschließlich der Forts Montrouge, Fort de Vanves und Issy-les-Moulineaux von der Artillerie beherrschen. Sogar ein Beschuss des Stadtzentrums mit schwerer Artillerie war von dort aus möglich.

## Gefecht vom 19. September 1870
Zu Beginn der Belagerung von Paris wurden mehrere kleinere Ausfälle unternommen, auch um damit die eigenen Truppen zu trainieren und die deutschen Truppen unter Druck zu setzen. Am 19. September 1870 gab es einen Ausfall bei Châtillon und Bagneux. Die Deutschen hielten ihre Stellungen, die sie teilweise erst an diesem Tag besetzt hatten, wurden aber bei ihrem Gegenangriff durch gut gezieltes Feuer aus den umliegenden Festungen zurückgeworfen.

## Die Schlacht vom 13. Oktober 1870
Im Herbst 1870 unternahm die Besatzungsarmee von Paris mehrere Ausfälle unterschiedlicher Stärke. Am 13. Oktober griff sie die Anhöhe bei Châtillon an, um diese beherrschende Position einzunehmen und die dort stationierten Geschütze zu erobern oder zumindest zum Rückzug zu zwingen.
Die Schlacht begann um 08:00 morgens, als vier Forts (Fort de Bicêtre, Fort de Montrouge, Fort de Vanves und Fort d’Issy) das Feuer insbesondere auf das 5. Kgl. Bay. Infanterieregiment eröffneten. Insgesamt waren zwischen 7 und 18 französische Bataillone an dem Angriff beteiligt.
Es gelang den Franzosen, die Bayern aus dem Ort zu vertreiben. Die Franzosen hatten zwar große Reserven an Infanterie und waren zahlenmäßig überlegen, aber zu wenig Feldartillerie. Sie konnten gegen die überlegene preußische und bayerische Artillerie ihren Erfolg nicht ausbauen. Ein Gegenangriff unter dem Kommando von General Hartmann vertrieb die Franzosen aus dem Ort.
Daraufhin beschossen die Franzosen mit schweren Kanonen der Festung Mont Valérien (französisch Forteresse du Mont-Valérien) Saint-Cloud und das Schloss Saint-Cloud, das niederbrannte.
Nach der Schlacht wurde das Gelände um Bagneux und Châtillon befestigt und ab dem 16. Oktober 1870 von zwei Regimentern der 8. Kgl. Bay. Infanterie-Brigade besetzt.